# Mr Smith (The Sarah Jane Adventures)
Pour les articles homonymes, voir Mr. Smith.
 (octobre 2015).
Si vous disposez d'ouvrages ou d'articles de référence ou si vous connaissez des sites web de qualité traitant du thème abordé ici, merci de compléter l'article en donnant les références utiles à sa vérifiabilité et en les liant à la section « Notes et références ».
Mr Smith est un ordinateur extraterrestre dans la série anglaise The Sarah Jane Adventures. On le voit aussi apparaitre dans deux épisodes de Doctor Who. Joué par la voix de l'acteur Alexander Armstrong, cet ordinateur très puissant est caché dans le grenier de Sarah Jane Smith et possède une capacité phénoménale.

## Histoire
L'élément principal de cet ordinateur est un Xylok, une race d'êtres cristallins. Plusieurs Xyloks sont présents sur Terre ; la plupart sont enfermés dans la croûte terrestre. Ces Xyloks ont été amenés par une météorite, qui s'est écrasée sur Terre il y a 60 millions d'années. Il aura fallu l'éruption du Krakatoa pour que des scientifiques emmènent ce Xylok à Sarah Jane Smith. Découvrant que celui-ci pouvait communiquer avec son ordinateur, Sarah Jane s'est servi du cristal afin de construire un énorme ordinateur répondant au nom de Mister Smith.

## Caractéristiques
Caché dans la cheminée de la maison de Sarah Jane, Mr Smith apparait lorsque celle-ci prononce la phrase « Mister Smith, I need you » (« Mr Smith, j'ai besoin de vous »). Son déploiememt est accompagné de jets de fumée et d'une sorte de fanfare. Mr Smith peut être entendu depuis le salon, et être appelé depuis un simple téléphone portable. 
Durant la première saison, son écran à l'état normal affichait une sorte de cristal, mais depuis son « reboot » à la fin de la saison 1 il affiche des formes abstraites. 
Ce super ordinateur à la capacité d'interagir avec certains objets, dont, entre autres, les objets contenant des composants électroniques. Il peut aussi interagir avec les vaisseaux extra-terrestres passant à proximité de la Terre, ce qui lui permet d'entretenir des relations avec d'autres races, et de s'informer sur certains événements. Il est aussi capable d'entendre certaines pensées. Il est virtuellement capable de pénétrer n'importe quel système, pour communiquer, échanger, ou attaquer. En temps ordinaire, Mr Smith passe son temps à s'informer de la météo, et communiquer avec ce qui l'entoure.
Programmé au départ pour servir la race Xylok, il est depuis la fin de la saison 1 chargé de protéger la Terre.
On présume que Sarah Jane l'a nommé ainsi en rapport avec la fausse identité que se donne le Docteur : John Smith.